# Anna Carin Zidek
Anna Carin Helena Cecilia Zidek (født Olofsson 1. april 1973 i Sveg, Jämtland, Sverige) er en svensk tidligere skiskytte og desuden tidligere langrendsløber. 
ACO som er er hendes svenske kælenavn arbejder i dag som ekspertkommentator for svensk tv og som fysioterapeut. Anna Carin har vundet to medaljer ved Vinter-OL 2006 i Torino; guld i fællesstart og sølv i sprint. Desuden har hun været på medaljepodiet seks gange ved VM i skiskydning, heraf én af guld. Hun har vundet 12 individuelle konkurrencer i World Cup'en i skiskydning og 3 stafetter.
Anna Carin Zidek er gift med Tom Zidekz